# الإصلاح الاقتصادي في كوريا الشمالية
يشيرالإصلاح الاقتصادي في كوريا الشمالية إلى برنامج الإصلاح وإعادة الهيكلة للاقتصاد الوطني. شهدت هذه الإصلاحات الاقتصادية تصاعدًا ملحوظًا في السنوات الأخيرة، لا سيما منذ تولي كيم جونغ أون السلطة في عام 2012.

## التاريخ
تعود جذور الإصلاحات الاقتصادية في كوريا الشمالية إلى سبعينيات القرن العشرين، حين منحت الوكالات الحكومية، والحكومات الإقليمية، والوحدات العسكرية إذنًا غير رسمي لإنشاء شركاتها الخاصة. وقد شهد عدد هذه الشركات زيادة كبيرة منذ عام 2000.
بعد الحرب الكورية، ركّز كيم إيل سونغ على تحديث الاقتصاد من خلال المساعدات السوفيتية والصينية. ومن أبرز إصلاحاته الاقتصادية الإصلاح الذي أجراه في عام 1992، والذي كان مدفوعًا بعوامل داخلية وخارجية، منها انهيار الاتحاد السوفييتي. هدف هذا الإصلاح إلى تعزيز الاعتماد على الذات في البلاد وجذب الاستثمارات الأجنبية، مما مثّل تبنياً حذراً للسياسات الموجهة نحو السوق. وقد تضمن التعديل الدستوري الذي أُجري في عام 1992 حكمًا في المادة 37، والتي أرست الأساس لسياسة "الباب المفتوح". تنص المادة 37 على أن "الدولة تشجع المؤسسات والشركات والجمعيات في جمهورية كوريا الديمقراطية الشعبية على إنشاء وتشغيل شركات مساهمة ومشاريع مشتركة تعاقدية مع شركات أو أفراد من دول أجنبية.
في عام 1998، قام كيم جونغ إيل بمراجعة الدستور لتعزيز السلطة والتعامل مع الصعوبات الاقتصادية التي كانت تواجه البلاد. أدت هذه التعديلات إلى توسيع نطاق حقوق الملكية لتشمل المنظمات الاجتماعية إلى جانب الدولة والتعاونيات، مما قلّص من سيطرة الدولة وعزز بيئة أكثر ملاءمة للملكية الخاصة. سمح هذا التحول للمواطنين بالمشاركة في أنشطة قانونية واقتصادية لكسب الدخل، وهو ما مثّل خطوة مهمة نحو بناء اقتصاد سوق بدائي.
علاوة على ذلك، تم إدخال حماية حقوق الملكية الفكرية، مما يعكس اعتراف الحكومة بأهمية الابتكار والإبداع في التنمية الاقتصادية. ورغم هذه الإصلاحات، ظلت كوريا الشمالية متمسكة بمبادئها الاشتراكية، ولا سيما السعي نحو الاكتفاء الذاتي.
لقد دفع انهيار الاتحاد السوفييتي في تسعينيات القرن العشرين الحكومة إلى تخفيف السيطرة المركزية، إذ أجبر نقص الموارد على منح المزيد من الاستقلال للوحدات والأفراد الأدنى. وقد أدت هذه اللامركزية في السلطة إلى إضعاف التماسك البيروقراطي، وتفكك الهياكل الحزبية، وزيادة مستويات الفساد بين المسؤولين.
بعد عام 1998، حولت الحكومة الكورية الشمالية تركيزها نحو ضمان الاستقرار السياسي، وإعادة هيكلة نظام الحكم، وتعزيز الانتعاش الاقتصادي. وقد نُفذت سياسات تهدف إلى تمكين الكيانات الحكومية والمحلية، مع مراعاة التحولات في ديناميكيات القوة داخل البلاد. ومع ذلك، استمرت التحديات الاقتصادية، مما دفع الأفراد والشركات إلى السعي لمزيد من الاستقلال عن سيطرة الدولة.
وفي القرن الحادي والعشرين، وتحديدًا في ظل حكم كيم جونغ أون، بدأت مرحلة جديدة من الإصلاح الاقتصادي مع إدخال ما يعرف بـ"نظام إدارة مسؤولية المؤسسات الاشتراكية". يهدف هذا النظام إلى تعزيز كفاءة المؤسسات المملوكة للدولة، لا سيما في القطاع الصناعي، من خلال تدابير تشمل منح تلك المؤسسات مزيدًا من الاستقلالية في تخطيط الإنتاج، وتحديد الأسعار، وإدارة الإيرادات.
كما مُنحت الشركات مرونة أكبر في استخدام الإيرادات المتبقية وإجراء الاستثمارات، وهو ما يعكس تبنيًا جزئيًا لآليات السوق ضمن الإطار الاشتراكي القائم.
في عام 2020، أوقفت كوريا الشمالية مسار إصلاحاتها الاقتصادية، التي كانت تُعد في السابق محاولة محفوفة بالمخاطر لإطلاق العنان لقوى السوق. وبدلاً من ذلك، عادت الحكومة إلى تبنّي نهج أكثر تركيزًا على التخطيط المركزي وتعزيز سيطرة الدولة على الاقتصاد.

## التأثير الاقتصادي
تُقدَّر معدلات النمو الاقتصادي في كوريا الشمالية خلال الفترة من عام 2011 إلى عام 2017 بأنها تراوحت بين 1% و5%. ووفقًا للخبير في شؤون كوريا الشمالية، أندريه لانكوف، فإن معدل النمو الحقيقي يُقدر بنحو 3% إلى 4%.
شهد الاقتصاد الكوري الشمالي نموًا بطيئًا بشكل عام نتيجة للعقوبات الدولية، وانخفاض حجم الاستثمار الأجنبي، إضافة إلى تداعيات جائحة كوفيد-19. وتشير التقديرات إلى أن اقتصاد البلاد انكمش بنسبة 4.5% في عام 2020، و0.1% في عام 2021، و0.2% في عام 2022.
وعلى الرغم من الجدل الأكاديمي القائم حول دقة بعض التقارير الاقتصادية المتعلقة بكوريا الشمالية، أفاد بنك كوريا — وهو البنك المركزي لكوريا الجنوبية — بأن الإصلاحات الاقتصادية التي نُفذت في السنوات الأخيرة كانت ناجحة إلى حد كبير. وقد شهد عام 2023 أسرع معدل نمو للناتج المحلي الإجمالي الحقيقي منذ سبع سنوات، بزيادة بلغت 3.1%، وفقًا لتقديرات البنك.
وعلى الرغم من أن الإصلاحات الاقتصادية في كوريا الشمالية تبدو فعّالة إجمالًا، كما يتضح من الاتجاه التصاعدي في معدلات النمو، فإن العديد من السياسات الفردية واجهت تحديات وصعوبات في التنفيذ. ومن أبرز هذه التحديات محاولة معالجة مشكلة نقص الغذاء من خلال منح المزارعين الحق في الاحتفاظ بجزء أكبر من محاصيلهم.
وقد استلهمت هذه السياسة من النموذج الصيني، غير أنها أثبتت محدودية فعاليتها في السياق الكوري الشمالي، نظرًا لاختلاف البنية الزراعية؛ إذ تعتمد الزراعة في الصين بدرجة أكبر على استخدام المواد الكيميائية، ما يؤدي إلى إنتاجية أعلى.
وفي حين بدأ الإنتاج الغذائي المحلي يشهد بعض التعافي، فإن هذا التحسن لا يزال بطيئًا ومحدود النطاق.
يبدو أن الإصلاحات الاقتصادية كانت فعّالة في تعزيز قدرة المواطنين في كوريا الشمالية على الحصول على الغذاء. يُعتبر لحم الخنزير منتجًا فاخرًا في البلاد، وتشير دراسة أجرتها جامعة سيول الوطنية، استندت إلى معلومات جمعتها من اللاجئين الكوريين الشماليين الذين وصلوا حديثًا إلى كوريا الجنوبية على مدى ثماني سنوات، إلى أن هذا يمثل تحديًا كبيرًا. أظهر المسح أن نسبة الأشخاص القادرين على شراء لحم الخنزير "مرة أو مرتين في الأسبوع" ارتفعت من 25.4% خلال الفترة 2011-2014 إلى 45.1% في الفترة 2018-2020.
عند تولي كيم جونغ أون السلطة، كان ربع السكان فقط يستطيعون تناول لحم الخنزير، لكن بعد تنفيذ الإصلاحات الاقتصادية، أصبح نحو نصف السكان قادرين على شرائه. كما شهدت الرفاهيات الأخرى تحسنًا ملحوظًا، حيث أظهر مسح جامعة سيول الوطنية أنه في عام 2019، كان لدى 91% من الأسر جهاز تلفزيون، و36.4% يملكون ثلاجات، و23.6% لديهم غسالات، وهو ما يمثل زيادة كبيرة مقارنة بعام 2010.
تشير هذه البيانات مجتمعة إلى أن البلاد شهدت قدرة أكبر على الوصول إلى الغذاء والسلع الكمالية قبل أن يقوم كيم جونغ أون بتقليص الإصلاحات الاقتصادية المتعلقة بالانفتاح.
في أعقاب الصعوبات الاقتصادية الناتجة عن جائحة كوفيد-19، شرعت كوريا الشمالية في تنفيذ مبادرات تهدف إلى تطوير المناطق الريفية. وقد شهدت هذه المرحلة استثمارات حديثة في قطاع السلع الاستهلاكية، بهدف تحسين مستويات المعيشة في كل من المناطق الريفية والحضرية. ومع ذلك، قوبلت هذه السياسات بالتشكيك والمعارضة، حيث أُثيرت تساؤلات حول قدرة الحكومة على الوفاء بهذه المعايير في ظل النقص الحاد في العمالة والمواد الخام.
كما تواجه الحكومة تحديات مالية كبيرة، إذ تفتقر إلى الموارد اللازمة للاستثمار في رأس المال المطلوب لتنفيذ هذه الخطط. وتتمثل أحد الأهداف المعلنة في تطوير مصانع في 20 مدينة مختلفة خلال فترة تمتد لعشر سنوات. وعلى الرغم من حداثة هذه السياسات وعدم وضوح تأثيرها الاقتصادي حتى الآن، فإنها تُعد واعدة، وتحمل إمكانية تحقيق فوائد اقتصادية على المدى الطويل للاقتصاد الكوري الشمالي

## الدعم الخارجي
وقد شجّعت الصين الإصلاحات الاقتصادية في كوريا الشمالية. وأثناء زيارته إلى بيونغ يانغ في يونيو 2019، صرّح الزعيم الصيني شي جين بينغ بأن كيم جونغ أون "قد بدأ خطًا استراتيجيًا جديدًا للتنمية الاقتصادية، وتحسين سبل معيشة السكان، ورفع مستوى البناء الاشتراكي في البلاد إلى مرحلة جديدة من التقدّم.